# Espejo perfecto
Un espejo perfecto es un espejo teórico que refleja la luz perfectamente.

## Características
Los espejos domésticos no son espejos perfectos ya que absorben una parte importante de la luz que incide en ellos.
Los espejos dieléctricos, que generalmente están hechos de sustratos de cristal en los que se depositan una o más capas de material dieléctrico, forman una cobertura óptica con propiedades muy cercanas a las de un espejo perfecto. Los mejores espejos de este tipo pueden reflejar más del 99,998% de la luz que incide en ellos, aunque sólo muestran esta propiedad para un intervalo concreto de longitudes de onda.